# Åstarpe mosses naturreservat
Åstarpe mosse är ett naturreservat i Våxtorps socken i Laholms kommun i Halland, inrättat 2000.
Reservatet är 189 hektar stort och är beläget söder om Våxtorp uppe på Hallandsåsen. 

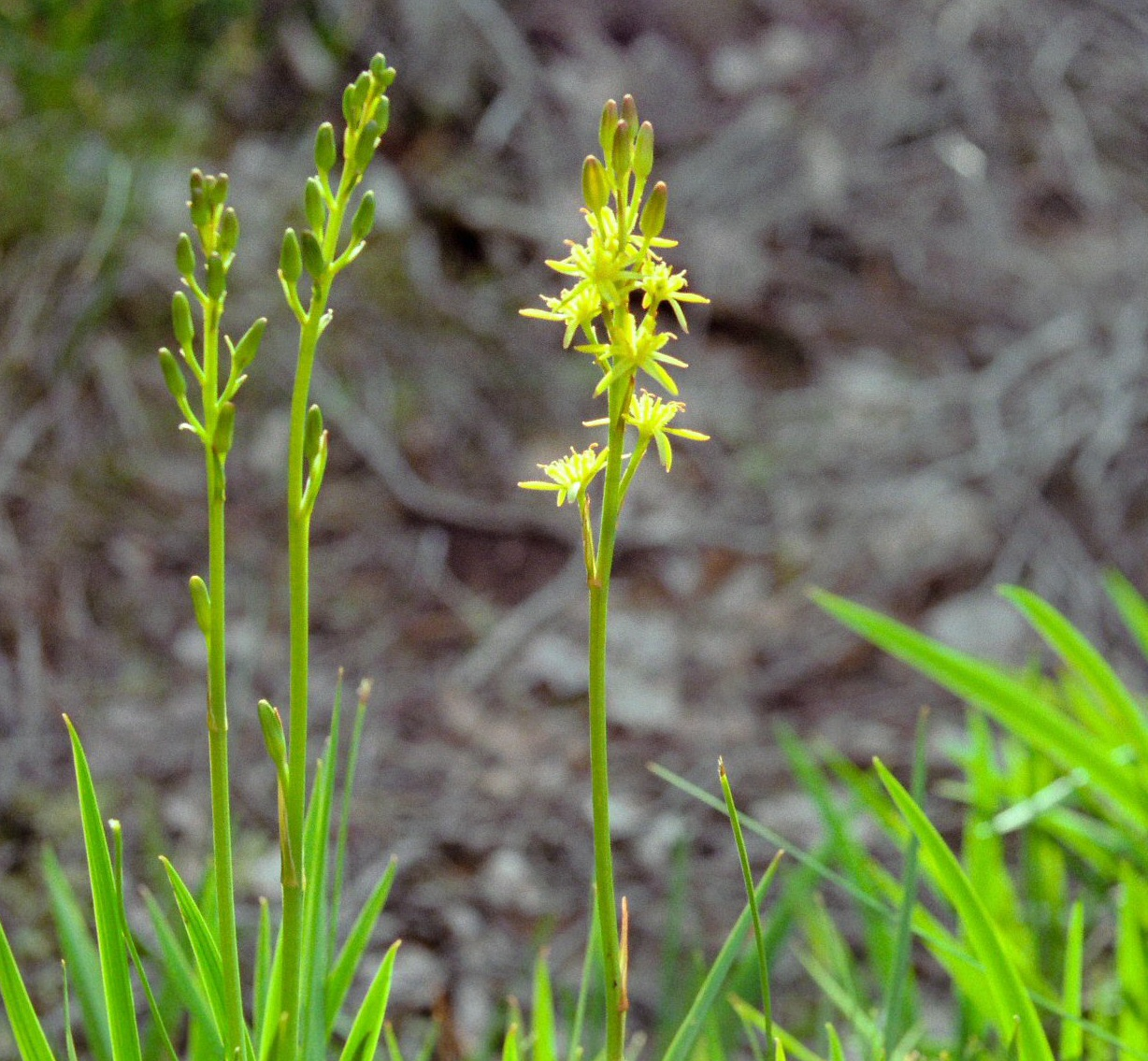
I juli färgar myrliljan myren gul

Det är ett vidsträckt våtmarksområde med ett rikt växt- och djurliv. Här finns myrlandskap med fuktiga hedar, mossar, sumpskogar och fastmarksholmar. På de fuktiga hedarna växer myrlilja, ljung, pors och blåtåtel. På mossarna växer ljung, tuvull, hjortron och lingon. Man finner även blåbärsrik barrskog. 

I området kan man få se eller höra orre, tjäder, bivråk, nattskärra och spillkråka.